# 天璋院付き大奥女中
天璋院付き大奥女中（てんしょういんつき おおおくじょちゅう）では、江戸幕府13代将軍徳川家定の正室天璋院に仕えた奥女中を詳述する。なお紹介は史料上の最終役職順で羅列する。

## 上臈御年寄
常盤井（ときわい、生没年不詳）、初名は高辻。出自は不明。宿元は表高家旗本の中条信汎。当初は家祥継室一条秀子付き上臈御年寄・西の丸老女、御簾中没後は詰となった。家祥の将軍就任で本丸に進み、安政3年（1856年）篤姫輿入れで御台所付き上臈御年寄、文久頃に致仕。

## 御年寄
初瀬（はつせ、生没年不詳）、初名は粂山。父は旗本榊原氏。宿元は甥の榊原七郎右衛門。当初は西の丸で一条秀子付き中年寄、御簾中没後は詰となった。家祥の将軍就任で本丸に進み、篤姫輿入れで幾島とともに御台所付き御年寄となり、文久頃に致仕。
瀧井（たきい、生没年不詳）、初名は岩野。父は旗本熊倉茂高。篤姫輿入れで付き中年寄、後に御年寄となり瀧井と改名。
つぼね（局）

## 中年寄
川井（かわい、生没年不詳）、祖父は関正秀か。弟は小姓組関十蔵。篤姫輿入れで付き中年寄。文久3年（1863年）文久の大火で多くの女中たちとともに暇を出されたが3年間は諸手当を保証されたという。
歌川（うたがわ、生没年不詳）、初名ふく。父は旗本岡野氏。宿元は又甥の岡野福次郎。篤姫輿入れで付き御中﨟、後に御中﨟筆頭となり歌川と改名、さらに中年寄まで出世した。

## 御中﨟
袖村（そでむら、生没年不詳）、初名みや。祖父は青木兼鑑か。弟は小普請青木熊之助。天璋院付き御中﨟、元治元年（1864年）に御中﨟筆頭。
くわ（生没年不詳）、父は旗本土屋忠兵衛。宿元は甥の小姓組土屋国之丞。篤姫輿入れで付き御中﨟。安政末には致仕したと見られる。
かよ（生没年不詳）、父は小十人組・沢仁兵衛、祖父は沢実久。篤姫輿入れで付き御中﨟。文久2年分限帳に名前が見られる。翌年の大火後多くの女中が暇を出されたが、解雇リストに名がないので天璋院に仕え続けたと思われる。
つよ（生没年不詳）、父は旗本太田氏。宿元は兄の小普請太田勝太郎。当初は将軍家定付き御中﨟、安政4年（1857年）御台所付き御中﨟となるが、文久2年（1862年）御中﨟増人に降格され改名、あるいは致仕したと思われる。家茂御台所和宮付きつよが翌年解雇されている。
ませ
さか（天保6年（1835年）- 大正2年（1913年）6月30日）、維新後の雅号はよしこ。父は薩摩藩士仙波氏。兄は薩摩藩奥に仕えた仙波市左衛門永贇（享和3年（1803年）3月10日生於江戸 - 明治7年（1874年)7月8日没享年72）。弘化から嘉永頃十代半ばで薩摩藩に仕え篤姫の輿入れで付き御中﨟として大奥入り。江戸開城後も徳川宗家邸で天璋院に仕え、天璋院没後その命日に欠かさず寛永寺に参ったという。その後も女中頭として家達の代まで徳川家に仕えたが大正頃には亡くなったか致仕したと思われる。

## 表使
福田（ふくだ、生没年不詳）、父は原田氏。宿元は甥の原田八十一郎。篤姫の輿入れで付き表使、落飾して天璋院になっても仕え続ける。

## 御次
佐々鎮子